# Urszula Stala
Urszula Stala po mężu Kiezik (ur. 17 lipca 1970 w Częstochowie) – polska siatkarka, reprezentantka i trzykrotna mistrzyni Polski.
Z reprezentacją Polski juniorek wystąpiła na mistrzostwach Europy w 1988, zajmując 6. miejsce. W reprezentacji Polski seniorek debiutowała 11 kwietnia 1990 w towarzyskim spotkaniu z Francją. Trzykrotnie wystąpiła w mistrzostwach Europy (1991 – 9 m., 1995 – 9 m., 1997 – 6 m.). Ostatni raz zagrała w reprezentacji Polski w meczu mistrzostw Europy z Włochami – 5 października 1997. Łącznie wystąpiła w 189 spotkaniach reprezentacji Polski, w tym 158 oficjalnych.
Była wychowanką KS "Częstochowianka", w sezonie 1987/1988 została zawodniczką BKS Stal Bielsko-Biała z którym od razu sięgnęła po mistrzostwo Polski i Puchar Polski, ale następnie przeszła do drużyny Czarnych Słupsk. Kolejne pięć sezonów spędziła w słupskim klubie, zdobywając z nim mistrzostwo Polski (1992), Puchar Polski (1991) i brązowy medal mistrzostw Polski (1991). W latach 1994–1998 ponownie występowała w BKS Bielsko-Biała, zdobywając kolejno wicemistrzostwo (1995), mistrzostwo (1996) i brązowy medal mistrzostw Polski (1997). Po zakończeniu sezonu 1997/1998 przerwała karierę sportową i następnie urodziła dziecko. W latach 2004–2006 występowała w drugoligowym zespole LZS Orzeł Kozy.